# أشيش فيديارثي
اشيش فيديارثي (ولد في 19 يونيو 1962) هو ممثل سينمائي هندي يعمل في أفلام متعددة اللغات، في الغالب في بوليوود، أوديا، التاميل، الكانادا، المالايالام، التيلوجو والسينما البنغالية. في عام 1995، حصل على جائزة ناشيونال فيلم أوارد لأفضل ممثل مساعد عن فيلم دروكال.

## وصلات خارجية
- اشيش فيديارثي على موقع IMDb (الإنجليزية)
- اشيش فيديارثي على موقع ألو سيني (الفرنسية)
- اشيش فيديارثي على موقع ميوزك برينز (الإنجليزية)
- اشيش فيديارثي على موقع قاعدة بيانات الفيلم (الإنجليزية)
- اشيش فيديارثي على موقع كينوبويسك (الروسية)